# Роджър Лойд-Пак
Роджър Лойд-Пак (на английски: Roger Lloyd-Pack) е английски актьор. Известен е с ролите си в ситуационните комедии „Only Fools and Horses“, „The Vicar of Dibley“ и „The Old Guys“. Участва и във филма „Хари Потър и Огненият бокал“.
Роджър Лойд-Пак е син на актьора Чарлз Лойд-Пак и баща на актрисата Емили Лойд.
На 15 януари 2014 г. умира в дома си в Кентиш Таун от рак на панкреаса.